# Saint-Sorlin-de-Conac
Saint-Sorlin-de-Conac település Franciaországban, Charente-Maritime megyében. Lakosainak száma 205 fő (2022. január 1.). Saint-Sorlin-de-Conac Saint-Bonnet-sur-Gironde, Saint-Georges-des-Agoûts, Saint-Thomas-de-Conac, Saint-Ciers-sur-Gironde, Saint-Christoly-Médoc és Saint-Yzans-de-Médoc községekkel határos.

## Népesség
A település népessége az elmúlt években az alábbi módon változott:
| Lakosok száma | 305  | 224  | 212  | 199  | 204  | 202  | 198  | 199  | 198  | 205  |
|               | 1968 | 1982 | 1990 | 2006 | 2013 | 2015 | 2017 | 2019 | 2020 | 2022 |